# Dobratice
Dobratice (polnisch Dobracice, deutsch Dobratitz) ist eine Gemeinde in Tschechien. Sie liegt zehn Kilometer östlich von Frýdek-Místek und gehört zum Okres Frýdek-Místek.

## Geographie
Dobratice befindet sich am Fuße der Mährisch-Schlesischen Beskiden im Tal der Lučina.
Auf dem Gemeindegebiet fließen weiterhin die Bäche Říčka, Holčina, Zbojičný und Tošenůvka. Südlich erheben sich die Malá Prašivá (706 m), Prašivá (843 m), Čupel (872 m) und Kyčera (768 m). Östlich verläuft der zur Verstärkung des Zuflusses der Talsperre Žermanice angelegte Zuführungskanal Morávka-Žermanice, der Wasser von der Morávka in die Lučina leitet. Dahinter liegt das Werksgelände der Hyundai Motor Manufacturing Czech. Im Norden verläuft die Eisenbahnstrecke von Frýdek-Místek nach Český Těšín, parallel dazu führt die Schnellstraße R 48 vorbei, zu der Dobratice keinen Anschluss hat.
Nachbarorte sind Dolní Tošanovice und Šprochovice im Norden, Horní Tošanovice im Nordosten, Lesní Dvůr, Hliníky und Komorní Lhotka im Osten, Podlesí und Stonávka im Südosten, Amerika im Süden, Kamenité und Vyšní Lhoty im Südwesten, Hranice und Bukovice im Westen sowie Vojkovice im Nordwesten.

## Geschichte
Dobratice wurde zusammen mit Potměšovice zwischen 1458 und 1471 während der Herrschaft Georg von Podiebrads gegründet. Erstmals schriftlich erwähnt wurde das Dorf 1602 auf einem von Herzog Adam Wenzel von Teschen für Bohuslav Tluk von Toschanowitz ausgestellten Teilungszettel. Zusammen mit Bukowitz und der Hälfte des Dorfes Toschonowitz gehörte Dobratitz zur Herrschaft Ober Domaslowitz. Besitzer waren im 17. Jahrhundert Karl Baron von Saint-Genois und der Friedecker Priester Andreas Josef Bienek. Ab 1758 folgte Christoph Wilhelm Marklowsky von Žebrač, danach der Freiherr von Kaschnitz, welcher in einem hölzernen Schlösschen im Dorf residierte. Später wurde das Gut Dobratitz an die Herrschaft Unter Toschonowitz angeschlossen.
Nach der Aufhebung der Patrimonialherrschaften bildete Dobratitz/Dobratice ab 1850 eine Gemeinde im Bezirk Teschen. 1852 erfolgte der erste Schulunterricht in Dobratice. Im Jahre 1871 zog die Schule in ein eigenes neues Schulhaus. Zwischen 1863 und 1865 erfolgte der Bau der Kirche. Bis 1868 zur Erhebung der Kirche St. Jakobus und Philippus zur Pfarrkirche im Jahre 1868 war das Dorf nach Domaslawitz gepfarrt,
1888 nahm die Eisenbahn von Friedeck nach Teschen den Betrieb auf und Dobratitz erhielt eine Bahnstation.
Nach dem Zerfall Österreich-Ungarns im Oktober 1918 kam die Gemeinde zur Tschechoslowakei. Wegen des starken polnischen Bevölkerungsanteils beanspruchte auch Polen das Olsa-Gebiet und es kam zum Polnisch-Tschechoslowakischen Grenzkrieg. Ab 1920 gehörte Dobratice zum Bezirk Český Těšín.
Infolge des Münchner Abkommens annektierte Polen völkerrechtswidrig am 3. Oktober 1938 den größten Teil des Olsagebiets und damit auch Dobratice. Die Gemeinde führte fortan den amtlichen polnischen Namen Dobracice. Der Bach Račok bildete die Grenze zwischen Polen und der Tschechoslowakei.
Im September 1939 kam Dobratitz nach der Besetzung Polens zum Deutschen Reich und gehörte bis 1945 zum Landkreis Teschen. Nach Kriegsende kam das Dorf zur Tschechoslowakei zurück und wurde dem Okres Místek zugeordnet. Seit dessen Auflösung im Jahre 1962 gehört Dobratice zum Okres Frýdek-Místek. 1980 erfolgte die Eingemeindung von Dobratice als Ortsteil Dobrá 2-Dobratice in die Gemeinde Dobrá. Im Jahre 1990 wurde Dobratice wieder eigenständig. Seit 2004 führt die Gemeinde ein Wappen.

## Gemeindegliederung
Für die Gemeinde Dobratice sind keine Ortsteile ausgewiesen. Zu Dobratice gehören die Ansiedlungen Amerika, Bukovice (Bukowitz), Hranice, Podlesí und Šprochovice (Sprochawitz).

## Sehenswürdigkeiten
- Pfarrkirche St. Jakobus und Philippus, erbaut 1863–1865
- hölzerner Glockenturm
- Schrotholzkirche des hl. Antonius von Padua auf der Malá Prašivá, geweiht 1640
- Berg Prašivá mit Berghütte